# Complejo Deportivo del Sultan Qaboos
El Sultan Qaboos Sports Complex (en árabe: مجمع السلطان قابوس الرياضي) también llamado Boshar (en árabe:بوشر) es un estadio multiusos ubicado en la ciudad de Mascate en Omán, se usa principalmente para la práctica del fútbol y de atletismo y posee una capacidad para 39 000 espectadores. Es el estadio de los dos principales clubes de la ciudad, el Oman Club y el Muscat FC que disputan la Liga Omaní de Fútbol.
El recinto es además el estadio oficial de la Selección de fútbol de Omán, y ha sido el escenario principal en las ediciones de la Copa de Naciones del Golfo de 1996 y 2009. El complejo cuenta además con varias instalaciones deportivas como canchas de tenis y piscina olímpica.